# Ariel Ortega
Arnaldo Ariel Ortega (Ledesma, Jujuy, 4 de marzo de 1974), conocido como el Burrito Ortega, es un exfutbolista argentino. Desde enero de 2014 se desempeña en el fútbol base del Club Atlético River Plate.
Durante su carrera como futbolista se desempeñó mayormente como centrocampista en el puesto de mediapunta, aunque también ha jugado como extremo por derecha, y es reconocido como uno de los futbolistas más desequilibrantes de la historia del fútbol argentino. Se destacó por su gran calidad técnica y facilidad para la gambeta, con un estilo muy particular basado en repentinos enganches y cambios de ritmo a la hora de eludir, además de su facilidad para definir de vaselina.
Debutó en River en 1991 con 17 años, bajo la dirección técnica de Daniel Alberto Passarella. Rápidamente se asentaría como una de las apariciones más importantes del fútbol argentino, y se consolidó con Ramón Díaz ganando cuatro torneos de primera división (A/1991, A/1993, A/1994 y A/1996) y una Copa Libertadores (1996). En 1997 pasó al fútbol europeo, teniendo cortas etapas en el Valencia C. F., la U. C. Sampdoria y el Parma F. C. Luego regresó para una segunda etapa con River de 2000 a 2003 y ganó otro campeonato (C/2002).
En 2002 tuvo un breve paso en el Fenerbahçe de Turquía y posteriormente fichó con el C. A. Newell's Old Boys de Rosario, donde ganó un campeonato (A/2004). En su tercera etapa con River de 2006 a 2009 ganó un último torneo (C/2008) y se marchó. Estuvo de préstamo en Independiente Rivadavia de Mendoza y volvió a River al año siguiente. Sin embargo, en 2011 fue nuevamente cedido (a All Boys y Defensores de Belgrano) y finalmente decidió su retiro a fines de 2012.
Fue jugador de la Selección de fútbol de Argentina, con la que jugó 88 partidos y anotó 17 goles, participando de tres copas del mundo (1994, 1998 y 2002) y fue subcampeón de la Copa FIFA Confederaciones 1995. A nivel olímpico, ganó la medalla de oro en los Juegos Panamericanos de 1995, la medalla de plata en los Juegos Olímpicos de 1996 y el Torneo Preolímpico de 1996.

## Trayectoria deportiva

### River Plate (1991-1996)

#### Descubrimiento y llegada al club
Ortega debuta de manera amateur en el club de su pueblo natal, a la edad de 14 años. Atlético Ledesma disputaba por aquel entonces el viejo Torneo del Interior, certamen de Tercera División para los clubes indirectamente afiliados a la AFA. Es recordado por marcar un gol sobre la hora ante Sportivo Alberdi, clásico rival de Atlético.
A finales de 1990, Roberto Gonzalo (director técnico del primer equipo) observa su gran potencial, y le ofrece probarse en las divisiones menores de Independiente y Boca Juniors, clubes con los cuales mantenía "contactos". Ortega acepta viajar a Buenos Aires, al llegar decide ir solo a River Plate, el "club de sus amores". En febrero de 1991, Una carta lo llamaba para que se vuelva a presentar en el River Plate. 
Tras quedar seleccionado en dicho club, sus grandes actuaciones hicieron que solo tardase meses en debutar con el primer equipo.

#### Debut y primeras temporadas
Debutó en River el 14 de diciembre de 1991 frente a Platense, entró de cambio en el minuto 41' del segundo tiempo por Claudio Spontón, de la mano de Daniel Passarella.
Consolidándose como uno de los jugadores más determinantes de River, que dominó el fútbol argentino de los años 1990. Su primer título en River Plate lo consiguió ese mismo año, y fue el Torneo Apertura 1991.
El 5 de julio de 1992, convierte su primer gol en Primera ante Quilmes en la victoria de su equipo 3-1. Ariel Ortega comenzaba a convertirse en titular indiscutido en la escuadra riverplatense a base de grandes actuaciones que mostraban el gran futuro que tenía, y el talento que luego lo llevaría a ser uno de los mejores jugadores del mundo. El año siguiente conseguía su segundo título en River Plate: el Torneo Apertura 1993.

#### Era dorada en el equipo de Ramón
La tarde del sábado 30 de abril de 1994 escribió una de las páginas más gloriosas de la historia de River, cuando con una actuación perfecta, que incluye un gol, fue el héroe del triunfo frente a Boca Juniors en La Bombonera por 2 a 0. Habían pasado ocho años de la última victoria millonaria en tierra boquense y, además, existía una racha adversa de resultados que ofendía y provocaba desazón.
Fue tan buena la actuación que le valió la convocatoria a la selección argentina que disputaría ese mismo año el Mundial de Estados Unidos, en la cual fue quien reemplazó al suspendido Diego Armando Maradona en el partido contra Rumania, con 20 años. En dicho año conseguiría con River el Torneo Apertura 1994.
Ortega ya se había convertido en el mejor jugador de Argentina cuando River Plate comienza a ser dirigido por Ramón Díaz en 1995 y se forma uno de los mejores equipos de la historia del fútbol argentino, con Ortega formando un trío de ataque con jugadores extraordinarios como Enzo Francescoli y Hernán Crespo. Fue entonces cuando Ortega comenzó a vestir la histórica casaca número 10 riverplatense. Ganó la Copa Libertadores de América en 1996, obteniendo la victoria en la final frente al América de Cali, y se consagró subcampeón de la Copa Intercontinental 1996, tras caer frente al Juventus FC, que luego sería sospechado de consumir drogas para aumentar el rendimiento. Ese mismo año también se consagró campeón del Torneo Apertura 1996.
En la decimosexta fecha de dicho torneo, frente a Ferrocarril Oeste, convirtió uno de los mejores goles de su carrera, iniciando la jugada desde mitad de cancha con el balón al pie, gambeteando a varios jugadores rivales, y picándole la pelota de zurda al arquero contrario. El 28 de febrero de 1997 se despidió de River goleando a Unión de Santa Fe por el Torneo Clausura 1997, y luego emigró a Europa.
Ortega cerró su brillante primera etapa en River con 6 títulos ganados: el Torneo Apertura 1991, el Torneo Apertura 1993, el Torneo Apertura 1994, el Torneo Apertura 1996, el Torneo Clausura 1997 y la Copa Libertadores 1996. Individualmente, concluyó su primer ciclo marcando 38 goles en 185 partidos jugados,  de los cuales fueron 30 en 134 en partidos de Primera división y 5 en 44 partidos en torneos internacionales. Además, durante la Copa Centenario de la AFA metió 3 goles en 7 partidos.

### Etapa en Europa (1997-2000)

#### Valencia CF
Ortega fue transferido al Valencia CF por una cifra millonaria importantísima para la época en la que se dio. En el club español convirtió uno de los mejores goles de esa temporada frente al FC Barcelona en el mismísimo Camp Nou. Sin embargo, nunca logró asentarse como titular indiscutido en el equipo español, ya que su relación con el entrenador Claudio Ranieri no era la mejor, luego de que este perdiera la confianza en el jugador debido a sus desmanejos fuera del campo de juego. Debido a esto los dirigentes españoles lo transfirieron a la UC Sampdoria de Italia, a pesar de que cuando le tocaba jugar lo hacía en buen nivel.
Ariel Arnaldo Ortega cerró su etapa como jugador del Valencia CF habiendo marcado 9 goles en 29 partidos jugados.

#### UC Sampdoria
Fichó por la UC Sampdoria en 1998, cerrando su paso por la liga española. El cuadro que militaba la Serie A italiana lo compró por 23 millones de liras, lo que equivale a 8 millones de euros y le firmó el mismo contrato que ganaba en el Valencia CF, el cual señalaba que sus ganancias por año serían de más de 2 millones y medio de euros.
El equipo italiano no tuvo mucho éxito durante la temporada, pero Ortega tuvo un buen rendimiento jugando como segunda punta, por lo que se ganó el cariño de la afición del club.
Con la casaca del Sampdoria, disputó 27 partidos y marcó 8 goles. El más recordado es el que le convirtió al Inter de Milán, efectuando una vaselina por encima del arquero en una histórica goleada por 4-0. También es recordado un gol de tiro libre que le marco al Juventus.

#### Parma FC
Dejando la Sampdoria, Ariel Ortega pasó a ser jugador del Parma FC, que lo compró por 28 millones de liras, que equivalen a 9,4 millones de euros. En este club convertiría 3 goles en 18 partidos. El Burrito compartía el vestuario con su compatriota y también ex millonario Hernán Crespo.
Vistiendo los colores de este club, el Burrito se adjudicó solo un título, la Supercopa de Italia. A pesar de haber logrado este importante título, Ortega sentía que era hora de volver a su tierra natal y al equipo de sus amores.
Cumpliendo su deseo, en el año 2000 regresó a Argentina para vestir los colores de River Plate.

### Primer regreso a River Plate (2000-2002)
Regresó a River Plate, tras una operación en la que la institución de Núñez compró la mitad de su pase en 5 millones de dólares. En el club de sus amores fue donde volvió a ser una destacada figura, formando un potente cuarteto atacante junto a Juan Pablo Ángel, Javier Saviola y Pablo Aimar, que sería recordado como los "Cuatro Fantásticos" y con el cual River formó un gran equipo.
En el Clausura 2002 formaría una gran delantera junto con los juveniles Andrés D'Alessandro y Fernando Cavenaghi, que luego pasarían a ser estrellas del fútbol argentino y campeones del torneo. Ese equipo es muy recordado tras una victoria por 3-0 en la cancha de Boca.
Su mejor actuación en su segundo ciclo en River fue frente a Unión de Santa Fe en el Monumental, partido en el cual marcó la impresionante cifra de 4 goles.
Su segundo ciclo como jugador de River Plate lo tuvo con 78 partidos jugados y 28 goles marcados en dos temporadas: 56 partidos con 23 goles por torneos locales y 22 con 5 goles en internacionales. Su nivel en esta etapa lo llevó a ser la máxima figura del fútbol argentino de nuevo.

### Fenerbahçe (2002-2003) y suspensión
Luego del campeonato ganado en River Plate, en mayo de 2002, Fenerbahçe fichó a Ortega por  7 500 000 dólares estadounidenses (de los cuales 2 500 000 dólares estadounidenses, se pagaron a Parma). Fenerbahçe también compró sus derechos de imagen por otros 1 500 000 dólares. Ortega firmó un contrato de 4 años. En el club turco disputó 14 partidos y anotó 5 goles.
El Fenerbahçe se vio obligado a presentar una queja ante la FIFA en abril de 2003 porque Ortega no había regresado de su servicio internacional desde el 12 de febrero de 2003. En junio de 2003, el Comité de Resolución de Disputas de la FIFA (RDC) ordenó a Ortega que pagara al Fenerbahçe USD 11 000 000 como indemnización por incumplimiento de un contrato de trabajo y lo suspendió hasta el 30 de diciembre de 2003. Ortega apeló ante el Tribunal de Arbitraje Deportivo en julio de 2003, pero el caso fue desestimado el 5 de noviembre. Ortega cumplió una suspensión de 4 meses desde ese día.

### Regreso a Argentina (2004-2008)

#### Newell's Old Boys
En agosto de 2004 el 
Newell's Old Boys negoció con el club turco y destrabó la inhabilitación que le había impuesto la FIFA por el incumplimiento de su contrato con el Fenerbahçe. Ortega llevaba varios meses sin jugar al fútbol profesional cuando aceptó la propuesta de Newell's, club que le ofrecía pagar la indemnización reclamada por el Fenerbahçe para que el jujeño jugara en el equipo rosarino.
Sus grandes actuaciones con el equipo rosarino lo llevaron a ser muy querido por la afición de la Lepra, ya que fue fundamental para conseguir el Torneo Apertura 2004,  en un equipo dirigido técnicamente por Américo Gallego, uno de sus referentes en el fútbol. Ortega fue la figura excluyente del campeonato ganado y era el líder futbolístico de aquel recordado equipo de "la Lepra" junto con Fernando Belluschi, Justo Villar, Ignacio Scocco entre otros.
Ortega en su primera temporada en Newell's disputó 24 encuentros y marcó 5 goles, mientras que su segunda temporada como jugador de la Lepra rosarina, concluyó con 29 partidos jugados y 6 goles convertidos. En total, jugó 53 partidos y anotó 11 goles vistiendo la camiseta de Newell's Old Boys.
Jugando para Newell's Old Boys, el Burrito le convirtió tres goles al Club Atlético River Plate, uno de ellos con un festejo polémico haciendo gestos que simbolizaban el pago de dinero. También marcó en un clásico contra Rosario Central, de penal para empatar el partido que perdía la "Lepra" por 1-0 para luego ganarlo 2-1.

#### Segundo retorno a River
A partir de agosto de 2006 volvió a jugar en su club inicial, River Plate.
Su regreso a las canchas se produjo el 5 de noviembre de ese año frente a San Lorenzo de Almagro, por la 14° fecha del Torneo Apertura, con una buena actuación del equipo riverplatense en el Monumental de Núñez. El "Burrito" ingresó por Fernando Belluschi, con quien compartió equipo en Newell's, a los 22 minutos del segundo tiempo. En aquel partido anotó un tanto de gran factura, picando el balón por encima del portero rival Sebastián Saja, y así ganando nuevamente el cariño de los hinchas "millonarios" y demostrando su enorme talento, a pesar de tener ya 32 años.
En enero de 2007, en medio de la pretemporada en Mar del Plata, y un día después de jugar un excelente partido en el que anotó un gol, sorprendió a todos con otra recaída, después de la cual los médicos de River sugirieron al entrenador que Ortega debía volver a Buenos Aires para continuar el tratamiento para su problema de alcoholismo.
El entrenador Daniel Passarella más tarde trajo de vuelta de Ortega, afirmando que estaba listo para regresar. El 15 de marzo, durante la Copa Libertadores 2007 jugando contra Liga de Quito, Ortega formó parte del banco de River, pero no se le dio la oportunidad de jugar. Sin embargo, tres días más tarde, en un partido por el campeonato local contra el Club Atlético Quilmes, ingresó durante la segunda mitad por Rubens Sambueza para ayudar a romper la defensa del equipo contrario en un partido que tenía como resultado un apretado 0-0 hasta ese momento. Ortega marcó un gol polémico con la mano, en el minuto 93, para darle la victoria a River ante un Quilmes que estaba en la lucha contra el descenso.
Ortega tuvo un destacado segundo semestre del año 2007. Por la Copa Sudamericana 2007, River había perdido 1-0 en la ida por los Octavos de final frente a Botafogo, pero luego en el Monumental ganó 4-2 en un partido inolvidable, con un gol de Radamel Falcao en el último momento, gracias a un centro magistral de Ariel Ortega. El 7 de octubre su participación en la victoria frente a Boca Juniors fue digna de sus mejores épocas y "bailó" a todos los marcadores rivales, quienes no lograban quitarle el balón. Es muy recordada en ese partido una jugada pegada a la línea de cal de la banda derecha, en la cual Ortega le efectúa un caño a Gabriel Paletta, y luego da un pase con pisada y taco. Ese día River ganó por 2 a 0 y el Burrito fue autor de uno de los goles (de penal) y la figura del encuentro. Nuevamente volvía a hacer que la gente pidiera que integrara la Selección de Fútbol de Argentina, pero después de ese partido Ortega se lesionaría en la semifinal de la Copa Sudamericana contra Arsenal de Sarandí y ya no jugaría más en el resto del año.
La campaña de River fue muy irregular y terminó el año sin títulos. Daniel Passarella dejó el cargo de entrenador y en su lugar asumió un excompañero del "Burrito" en la selección argentina: Diego Pablo Simeone. El nuevo entrenador dijo tener en sus planes a Ortega para afrontar todas las competencias que tenía River en el 2008 y le entregó la cinta de capitán, y lo hizo el emblema del conjunto millonario.
Su primer gol del año lo anotó de penal el 2 de febrero en un amistoso en la ciudad de Mendoza ante el clásico rival Boca Juniors por la Copa Revancha de Verano. El resultado final fue de 3 a 2 a favor de River Plate; en consecuencia el club ganó la Copa en juego y Ortega alzó el trofeo. Días atrás, el 30 de enero, Ortega también había alzado la Copa correspondiente al Pentagonal de Grandes, en la ciudad de Mar del Plata.
Ortega mostró en el primer semestre de 2008 momentos de gran categoría y un nivel extraordinario en las instancias decisivas, que permitieron que River Plate lograra el Clausura de ese año, con el y Diego Buonanotte como máximas figuras. El Burrito, en el último partido frente a Olimpo de Bahía Blanca, efectuó una exquisita asistencia al "enano" Buonanotte, que permitió que este metiera el gol que le otorgaba el campeonato a River Plate, club que llegaba a 33 ligas argentinas obtenidas en toda su historia, estirando aún más la diferencia de títulos con su eterno perseguidor Boca Juniors.
Luego de ser campeón, fue cedido a Independiente Rivadavia debido a sus problemas personales que le impedían llevar una vida completamente profesional. Ortega cerró su tercera etapa en el Club Atlético River Plate con 56 partidos jugados y 10 goles anotados: 44 partidos y 8 goles por torneos locales y 12 partidos con 2 goles por internacionales. En el club mendocino se le asignó la dorsal número 10, y cerro su semestre como jugador en el equipo disputando 25 partidos y marcando 4 goles.
Luego de 6 meses expresando su intención de volver, Ariel finalmente regresó al club de sus amores, River Plate.

### Última etapa en River Plate, B Nacional y retiro (2009-2012)
La cuarta y última etapa de Ortega en River no fue tan buena como siempre lo había sido, en parte por la lógica declinación física de un futbolista ya veterano, y también porque su conducta fuera del campo de juego tuvo nuevos conflictos.
En su primer partido tras su vuelta a River Plate, el 25 de julio de 2009, anotó un gol excepcional efectuando una vaselina para dar a River una victoria de 1-0 sobre el Everton FC de Inglaterra en Edmonton, Canadá, durante la pretemporada.
En el Torneo Apertura 2009, Ortega marcó un gol con un disparo bombeado contra Chacarita Juniors, para dar una victoria de 4-3 en el último minuto, tras un pase del juvenil Mauro Díaz. Este gol fue una muestra de que su calidad estaba intacta pese a su edad y se ganó una tremenda ovación por parte del pueblo riverplatense.
Más adelante en el torneo, anotó un gol para empatar en el último minuto frente a Estudiantes de la Plata. Siempre en los partidos prestaba algunas jugadas que mostraban la calidad que poseía, aunque su nivel no era el de otras épocas.
En el Torneo Clausura 2010, por decisión de su entrenador Leonardo Astrada se perdió el inicio del torneo para regresar recién en la 13° fecha. El Burrito tuvo una actuación extraordinaria en el partido frente a Vélez, donde no lo pudieron parar y asistió a Paulo Ferrari con un exquisito pase largo por encima de la defensa. Luego del mismo, fue convocado por Diego Maradona para disputar un amistoso frente a Haití en Cutral Có con el seleccionado argentino. También le marcó un gol a Godoy Cruz en la victoria por 2-1 del equipo riverplatense.
Ya disputando el Torneo Apertura 2010, River Plate tenía la obligación de hacer una buena campaña, ya que los promedios lo colocaban entre los últimos puestos de la tabla de descenso y la pelea por mantener la categoría daba comienzo. Los primeros tres partidos de Ortega fueron de un nivel extraordinario, teniendo grandes actuaciones contra el Club Atlético Tigre en la primera fecha, otro gran partido enfrentando a Arsenal, en el cual asistió a Rogelio Funes Mori en el último minuto para sellar la victoria, y otra muy buena actuación frente a Huracán. Pero en la tercera fecha, contra este último rival, fue expulsado y cuando volvió su nivel ya no fue el mismo. Contra Godoy Cruz efectuó un pase largo por arriba de 40 metros hacia el pecho de Rogelio Funes Mori, que convirtió un gol, que luego terminaría siendo anulado por una supuesta mano del centrodelantero. Durante este torneo, Ortega marcó un solo gol: de penal al Club Atlético Banfield, en un partido que terminó empatado 2 a 2, en cancha del equipo del sur, cerrando una participación algo irregular en el campeonato.
Finalmente, Ortega fue cedido a All Boys para disputar el Torneo Clausura 2011 ya que había sido desafectado por el técnico Juan José López tras faltar en la primera práctica de la pretemporada, en enero de 2011, cerrando su cuarto y último ciclo en River, con 40 partidos jugados (dos por torneos internacionales) y 4 goles marcados, todos en torneos locales.
Ortega cerró su cuarto y último ciclo en River Plate y el 12 de enero de 2011 fue cedido a All Boys, provocando un gran revuelo. Una lesión le impidió hacer la pretemporada a la par de sus compañeros y su nivel en el semestre no fue el esperado, en parte por esto y en parte porque al ser ya un jugador veterano sus cualidades futbolísticas se iban notoriamente declinando.
Debutó en un partido contra Vélez Sarsfield ingresando desde el banco de suplentes. Con el equipo de Floresta jugó 12 partidos, sin marcar goles.
Al haber finalizado su préstamo con All Boys, Ortega debía regresar a River Plate, ya descendido de categoría, con la intención de colaborar con el regreso a Primera. Pero el nuevo entrenador, Matías Almeyda le comunicó su deseo de que forme parte del cuerpo técnico, propuesta rechazada por Ortega que derivó en su cesión a Defensores de Belgrano.
En dicho club, afrontó la temporada 2011/2012 en la Primera B Metropolitana, tercer categoría del fútbol argentino. Su debut en el dragón fue contra Morón por la fecha 3° (el Burrito metió 1 gol de penal) con un empate 1 a 1. 
En este club Ortega marcó 4 goles y disputó 23 partidos. Terminada la temporada, se despidió del fútbol profesional.

### Despedida

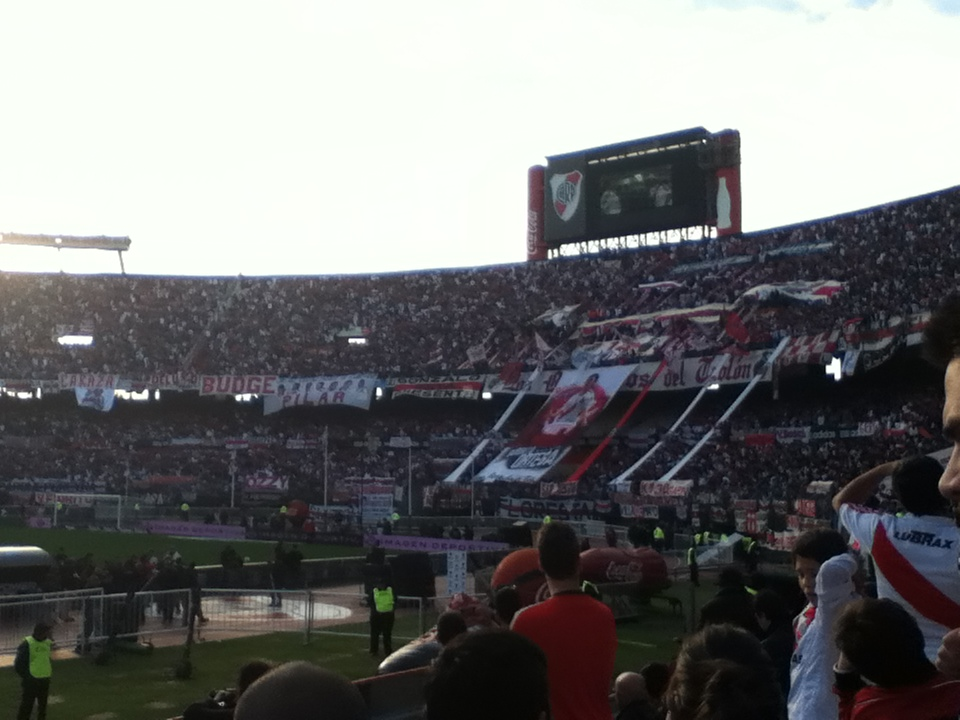
El estadio de River durante la despedida de Ortega.

El 13 de julio de 2013 en un Monumental que sólo se llenó de hinchas de River para despedirlo a él. Para decirle gracias por todos los momentos vividos. 
El "Burrito" es uno de los máximos ídolos en la historia de River y, sin dudas, el más grande en la etapa contemporánea.
En una fiesta increíble, el Burrito tuvo su merecido homenaje en el estadio Monumental repleto y rodeado de excompañeros que formaron parte del amistoso entre “Los Amigos de Ortega” y “Los Amigos de River”. El 8 a 2 fue sólo algo destacado entre tantos momentos emotivos que hubo, tales como el ingreso de su hijo Tomás (quien hizo un tanto), los cuatro goles del Burrito y la ovación de todos los hinchas.

## Superclásicos
El 3 de mayo de 1992 Ariel Ortega debutó en el conocido Superclásico del fútbol argentino, en un empate 2 a 2 en el Monumental. Seis meses más tarde el Burrito jugó su primer partido en La Bombonera, perdiendo 0-1. El jujeño entró en el segundo tiempo en reemplazo de Ramón Díaz.
El primer triunfo de Ortega jugando contra Boca fue el 18 de julio de 1993 por la Copa Centenario en cancha de Vélez. Luego de empatar 0-0, se obtuvo la victoria en tiempo suplementario con el gol de oro de Walter Silvani. 
Casi un año más tarde River le ganó a Boca 2 a 0 en La Bombonera. Allí Ortega marcó su primer gol oficial contra el xeneize y se fue coreado por la gente. Seis meses más tarde el millonario de Américo Gallego le ganó 3-0 al club de la ribera en La Bombonera. Orteguita volvió a ser el verdugo boquense anotando el segundo gol con un remate que sorprendió adelantado al arquero Navarro Montoya.
En el primer semestre de 1995 anotó su tercer gol consecutivo contra Boca, aunque no sirvió de mucho. Fue en la caída por 4 a 2 en el Monumental.
Ortega volvió a River en 2000. El primer Superclásico en esta segunda etapa en River fue con un 1 a 1 y otra expulsión para el ídolo millonario. Finalmente, el 23 de enero de 2002 cortó una racha de diez partidos sin conocer el triunfo ante Boca.
En la sexta fecha del Torneo Clausura 2002 Ariel Ortega la rompió y fue clave para el 3 a 0 ante el xeneize. Ortega volvió a emigrar, y en su vuelta en 2007 anotó su cuarto gol oficial en superclásicos, el tanto fue de penal en el 2 a 0 para los por ese entonces dirigidos por Passarella.
Resumen
| Primera División            | 15 | 4 | 5 | 6 | 4 |
| Copa Centenario 1994        | 2  | 1 | 1 | 0 | 0 |
| Supercopa Sudamericana 1994 | 1  | 0 | 1 | 0 | 0 |
| Total                       | 18 | 5 | 7 | 6 | 4 |

## Selección nacional

### Debut y primeros pasos
En cuanto al Seleccionado, Ortega debutó en 1993, en un partido contra Alemania en Miami. De allí en más fue habitual jugador de la albiceleste, participando en tres campeonatos mundiales de la FIFA. En 1994 se rumoreaba la posibilidad que el por entonces entrenador del seleccionado, Alfio Basile, lo convocara para jugar la Copa Mundial de Fútbol de 1994, competencia en la que finalmente integraría el equipo argentino.

### Copa Mundial de Fútbol 1994
Confirmando los rumores, Ariel Ortega fue convocado por Alfio Basile para disputar la Copa Mundial de Fútbol de 1994, que se realizaba en Estados Unidos y que sería la primera en la que participaría representando a Argentina, con veinte años.
Se le asignó la dorsal número 17 y era suplente en el equipo argentino que afrontaba el Mundial. El equipo argentino contaba con jugadores consagrados como Claudio Caniggia, Gabriel Batistuta, Abel Balbo y el máximo ídolo del pueblo argentino Diego Armando Maradona, que era el capitán del combinado albiceleste.
El seleccionado albiceleste comenzó el mundial con el pie derecho, goleando a la selección griega por 4 a 0. Se destaca el tercer gol, producto de una jugada colectiva que terminó con la definición de Diego Maradona. Ortega ingresó en este partido en el minuto 83.
El segundo partido también fue positivo para esta selección, un triunfo por 2 a 1 contra Nigeria, con dos goles de Caniggia, dejaban a Argentina a un paso de la clasificación a los octavos de final.
El tercer y último partido de la fase de grupos, fue frente a la selección de Bulgaria, partido en el cual Argentina cayó derrotada por 0-2 aunque igual calificó por ser uno de los mejores terceros. Ortega ingresó por Caniggia, que se lesionó en el minuto 26.
El Burrito fue quien se hizo cargo de sustituir a Maradona en el partido con el seleccionado de Rumania por los Octavos de final. Ortega tuvo una gran actuación en ese partido, sin embargo, el conjunto argentino fue derrotado por la selección rumana por 3 goles a 2 y quedó eliminado del Mundial.

### Asentamiento
Cuando Daniel Passarella, una de sus guías en el fútbol, se hizo cargo del equipo nacional, lo confirmó como reemplazante de Maradona con la camiseta "10". Entonces vivió momentos de esplendor, con actuaciones descollantes que lo llevaban a ser aclamado por el pueblo argentino.  Se convirtió en titular indiscutido y en máximo exponente del fútbol argentino. Ortega era el líder futbolístico del equipo junto con Juan Sebastián Verón y la selección se preparaba para la Copa Mundial de Fútbol 1998.

### Juegos Panamericanos de 1995
Se iban a disputar los Juegos Panamericanos de 1995 en Mar del Plata, Argentina y Ortega era uno de los seleccionados por Daniel Passarella para representar a la Selección de Fútbol de Argentina. El "Burrito" tuvo excelentes actuaciones al igual que el equipo en general, lo que los llevó a consagrarse campeones de los Juegos Panamericanos, obteniendo la Medalla de Oro.

### Copa FIFA Confederaciones 1995
Ortega fue convocado por Daniel Passarella para disputar la Copa Rey Fahd 1995 (FIFA Confederaciones). La selección argentina debutó en la fase de grupos frente a Japón ganando por 5-1, partido en el que el Burrito anotó un gol. El segundo y último partido en esta instancia fue frente a Nigeria, empatando por 0-0. La final fue entre Argentina y Dinamarca, y el partido terminó en derrota albiceleste por 2-0, con goles de Michael Laudrup de penal y Rassmusen. Argentina fue el Subcampeón de la Copa FIFA Confederaciones 1995.

### Juegos Olímpicos de 1996
Ariel Ortega continuaba con grandes actuaciones en el seleccionado en la era que transcurría luego del Mundial 1994 y que tenía a Passarella como entrenador. Es entonces que es citado para jugar los Juegos Olímpicos de 1996 en Atlanta, con una gran participación en los mismos, formando una delantera de lujo junto a Hernán Crespo y Claudio López.
Aquel era un gran equipo que tenía a Ortega como líder en ofensiva y logró llegar a la instancia final. Sin embargo, aquel equipo perdió la final con Nigeria y el Burrito consiguió la Medalla de Plata con el combinado argentino. Ortega, en este certamen, marcó dos goles.

### Copa Mundial de Fútbol de 1998
Ortega era un titular indiscutido en las Eliminatorias para el Mundial de Francia 1998 y tenía grandes actuaciones al igual que todo el equipo argentino. Luego llegó la hora de la Mundial de Francia de 1998, competencia a la cual Argentina llegaba con un gran plantel y con Ortega como máxima figura, utilizando el mítico número "10" que ya era suyo desde 1995.
El seleccionado debutó en la competencia mundialista en un partido frente a Japón, en un partido muy complicado que terminó con Argentina ganando 1-0 con gol de Gabriel Batistuta. Ortega en este partido asistió al "Batigol" en el gol de la victoria y tuvo una muy buena actuación.
El segundo partido de la fase de grupos fue frente a Jamaica, y finalizó con un 5-0 a favor de Argentina. En este partido Ortega marcó dos recordados golazos y asistió a Gabriel Batistuta para uno de sus goles.
El tercer partido fue frente a la selección de Croacia, que luego finalizaría tercera en el certamen. En este partido, Argentina logró vencer por 1-0 con gol de Héctor Mauricio Pineda, que fue asistido por Ortega.
Argentina finalizó la fase de grupos primera con 3 partidos ganados y un total de 9 puntos.
El partido de octavos de final fue contra Inglaterra. Ortega fue otra vez la figura del campo y tuvo un partido extraordinario. Sin embargo, el conjunto albiceleste debió definir por penales para luego pasar a Cuartos de final, tras empatar 2-2, con goles de Michael Owen y Alan Shearer (de penal) para los ingleses y de Gabriel Batistuta (de penal) y Javier Zanetti para Argentina.
Por los cuartos de final, Argentina debió enfrentarse a Holanda. Fue un partido muy parejo y luchado. Patrick Kluivert puso a Holanda al frente y Argentina logró empatar gracias a un gol de Claudio López. Holanda se había quedado con 10 ya que Arthur Numan había sido expulsado. En una jugada, en principio confusa, Ortega encaró a un defensor neerlandés y cayó en el área sobre el final del encuentro, la inmediata repetición televisiva demostró que fingió la falta dejándose caer; según los mismos cronistas argentinos, "-él se tira, clarísimo, se tira, como se tira siempre-". El juez, atinadamente, no concedió la falta. Ortega fue increpado por el arquero Edwin Van der Sar, por lo que se levantó con mucha furia del piso y le propinó un cabezazo al arquero neerlandés, lo que le valió la expulsión, calificada ésta, de gran "irresponsabilidad de Ortega" por parte de Fernando Niembro, entre otros cronistas argentinos de la época. Ambos equipos se quedaron con diez y en una de las últimas jugadas del partido, Dennis Bergkamp marcó el 2-1 definitivo y Holanda ganó el pase a las semifinales del Mundial. Años después el propio Ortega reconocería “Si no me expulsaban, teníamos muchas chances de ganar. Con un hombre de más, en el fútbol actual, teníamos muchas posibilidades”, y también la actitud de Van der Sar: “Es la picardía del fútbol; él fue más vivo que yo”.
Ortega cerró su segundo Mundial con 3 asistencias servidas y 2 goles convertidos, y teniendo un nivel superlativo que lo hizo ser una de las máximas figuras de esta competencia.

### Copa América de 1999
Fue convocado para disputar el torneo que juegan todas las selecciones del continente americano. Argentina debutó frente a Ecuador con un triunfo por 3-1. Luego en el segundo partido de la fase de grupos contra la selección de Colombia, Argentina cae por 0-3 con Martín Palermo errando increíblemente 3 penales en dicho partido. El último partido por la fase de grupos fue frente a Uruguay, obteniendo una victoria por 2-0, clasificando a Cuartos de final. Argentina fue el rival de Brasil, que luego sería el campeón de la competencia, y fue derrotada por 2 goles contra 1, quedando eliminada, siendo este el único partido disputado por el "10" ya que tuvo que cumplir 3 fechas de suspensión que arrastraba por la expulsión sufrida frente al seleccionado neerlandés en el Mundial de Francia 1998. Durante la fase de grupos, el Burrito fue reemplazado por el juvenil Juan Román Riquelme con la dorsal número 22. Varios años después, Riquelme iba a quedarse con la 10 cuando Ortega dejó de integrar la selección argentina.

### Copa Mundial de Fútbol de 2002
Ortega era un integrante habitual en la selección dirigida por Marcelo Bielsa y logró con la misma la histórica primera posición en Eliminatorias.
Era hora de que se disputara una nueva Copa Mundial de Fútbol, y Ortega, como no podía ser de otra manera, era convocado para participar su tercer Mundial consecutivo.
Ortega, vistiendo como siempre la dorsal número "10" del seleccionado, disputó su última participación mundialista en la copa de Corea del Sur-Japón 2002, luego de jugar muy bien en su segunda etapa en el conjunto millonario. La selección argentina, uno de los grandes favoritos, quedó afuera en la primera ronda.
El conjunto albiceleste, debutó contra Nigeria, ganando 1-0 con gol de Gabriel Batistuta, de cabeza, tras un saque de esquina efectuado por Juan Sebastián Verón.
El segundo partido fue frente a Inglaterra, siendo derrotado por 1-0, tras un gol de penal del mediocampista David Beckham al minuto '44.
Y el tercer y último partido fue frente a Suecia, donde Argentina empató 1-1 pero no le alcanzó para clasificar a la próxima ronda, quedando eliminada. El gol de los suecos fue convertido por Anders Svensson de tiro libre, y el de los argentinos fue anotado por el centrodelantero Hernán Crespo.
La intervención más importante de Ortega en este Mundial fue consiguiendo que cobren un penal en el minuto '88 para la selección argentina en su último partido frente a Suecia, tras un regate que el mismo efectuó en el área rival. Él mismo ejecutó el penal y el arquero sueco se lo atajó, pero Crespo de rebote marcó para Argentina.
Ortega continuó siendo habitual convocado por Marcelo Bielsa, pero en el año 2003, tras no cumplir su contrato con un club turco, fue suspendido y desde aquel momento no volvió a integrar el equipo nacional, aunque en varios momentos la gente y la prensa consideraban que debía hacerlo, como en sus años en Newell's o en su tercer ciclo en River Plate.

### Regreso y despedida
Ortega fue convocado por Diego Maradona para vestir una vez más la camiseta albiceleste en el amistoso frente a Haití el 5 de mayo de 2010 en el Estadio del Club Alianza, Neuquén. "Diego (Maradona) me llamó a la Selección porque estoy pasando un momento bueno, no porque me llame Ariel Ortega. Le voy a estar eternamente agradecido por llamarme para este partido, estoy muy contento", manifestó el jugador de River.
Finalmente el ídolo de River lució el emblemático 10 en la camiseta y el brazalete de capitán frente al débil rival, que saldó con un contundente 4-0. Con algunas gambetas y siempre predispuesto a construir los ataques argentinos con su particular estilo, el jujeño fue el blanco de las grandes ovaciones de la noche Neuquina, así como obtuvo también el cariño de Diego Maradona, DT de la selección en ese momento, quien le dio un fuerte abrazo cuando salió en el minuto 59.
Este partido es considerado por muchos como su despedida merecida de la Selección de Fútbol de Argentina, tras haber tenido una trayectoria muy importante y con muy buenos rendimientos con la camiseta albiceleste, llevando la emblemática número 10 en la espalda durante muchos años.

### Participaciones en torneos internacionales
| Torneo                           | Sede                  | Resultado        | Partidos | Part. titular | Goles |
| -------------------------------- | --------------------- | ---------------- | -------- | ------------- | ----- |
| Copa Mundial de 1994             | Estados Unidos        | Octavos de final | 3        | 1             | 0     |
| Copa FIFA Confederaciones 1995   | Arabia Saudita        | Subcampeón       | 3        | 3             | 1     |
| Juegos Panamericanos de 1995     | Argentina             | Medalla de oro   | 6        | 6             | 2     |
| Copa América 1995                | Uruguay               | Cuartos de final | 4        | 2             | 0     |
| Preolímpico Sudamericano de 1996 | Argentina             | Subcampeón       | 6        | 5             | 1     |
| Juegos Olímpicos de Atlanta 1996 | Estados Unidos        | Medalla de Plata | 6        | 6             | 2     |
| Copa Mundial de 1998             | Francia               | Cuartos de final | 5        | 5             | 2     |
| Copa América 1999                | Paraguay              | Cuartos de final | 1        | 1             | 0     |
| Copa Mundial de 2002             | Corea del Sur y Japón | Fase de grupos   | 3        | 3             | 0     |

### Goles
| Argentina Absoluta |                          |                                                         |                      |                   |                 |                                      |
| #                  | Fecha                    | Lugar                                                   | Rival                | Resultado parcial | Resultado final | Competición                          |
| 1.                 | 27 de diciembre de 1994  | Estadio Antonio V. Liberti, Buenos Aires, Argentina     | Yugoslavia           | 1–0               | 1–0             | Amistoso                             |
| 2.                 | 8 de enero de 1995       | Estadio Rey Fahd, Riad, Arabia Saudita                  | Japón                | 2–0               | 5–1             | Copa Rey Fahd 1995                   |
| 3.                 | 20 de septiembre de 1995 | Estadio Vicente Calderón, Madrid, España                | España               | 1–2               | 1–2             | Amistoso                             |
| 4.                 | 24 de abril de 1996      | Estadio Antonio V. Liberti, Buenos Aires, Argentina     | Bolivia              | 1–0               | 3–1             | Clasificación a la Copa Mundial 1998 |
| 5.                 | 24 de abril de 1996      | Estadio Antonio V. Liberti, Buenos Aires, Argentina     | Bolivia              | 2–0               | 3–1             | Clasificación a la Copa Mundial 1998 |
| 6.                 | 9 de octubre de 1996     | Polideportivo de Pueblo Nuevo, San Cristóbal, Venezuela | Venezuela            | 1–1               | 5–2             | Clasificación a la Copa Mundial 1998 |
| 7.                 | 30 de abril de 1997      | Estadio Antonio V. Liberti, Buenos Aires, Argentina     | Ecuador              | 1–0               | 2–1             | Clasificación a la Copa Mundial 1998 |
| 8.                 | 22 de abril de 1998      | Lansdowne Road, Dublín, Irlanda                         | Irlanda              | 2–0               | 2–0             | Amistoso                             |
| 9.                 | 14 de mayo de 1998       | Estadio Olímpico de Córdoba, Córdoba, Argentina         | Bosnia y Herzegovina | 4–0               | 5–0             | Amistoso                             |
| 10.                | 25 de mayo de 1998       | Estadio Antonio V. Liberti, Buenos Aires, Argentina     | Sudáfrica            | 2–0               | 2–0             | Amistoso                             |
| 11.                | 21 de junio de 1998      | Parc des Princes, París, Francia                        | Jamaica              | 1–0               | 5–0             | Copa Mundial de Fútbol de 1998       |
| 12.                | 21 de junio de 1998      | Parc des Princes, París, Francia                        | Jamaica              | 2–0               | 5–0             | Copa Mundial de Fútbol de 1998       |
| 13.                | 7 de septiembre de 1999  | Estadio Beira-Rio, Porto Alegre, Brasil                 | Brasil               | 2–4               | 2–4             | Amistoso                             |
| 14.                | 13 de octubre de 1999    | Estadio José María Minella, La Plata, Argentina         | Colombia             | 2–1               | 2–1             | Amistoso                             |
| 15.                | 26 de abril de 2000      | Estadio José E. Romero, Maracaibo, Venezuela            | Venezuela            | 2–0               | 4–0             | Clasificación a la Copa Mundial 2002 |
| 16.                | 26 de abril de 2000      | Estadio José E. Romero, Maracaibo, Venezuela            | Venezuela            | 3–0               | 4–0             | Clasificación a la Copa Mundial 2002 |
| 17.                | 15 de noviembre de 2000  | Estadio Nacional, Santiago, Chile                       | Chile                | 1–0               | 2–0             | Clasificación a la Copa Mundial 2002 |
| Argentina Olímpica |                          |                                                         |                      |                   |                 |                                      |
| #                  | Fecha                    | Lugar                                                   | Rival                | Resultado parcial | Resultado final | Competición                          |
| 1.                 | 12 de marzo de 1995      | Estadio José María Minella, Mar del Plata, Argentina    | Estados Unidos       | 3–0               | 3–0             | Juegos Panamericanos 1995            |
| 2.                 | 16 de marzo de 1995      | Estadio José María Minella, Mar del Plata, Argentina    | Paraguay             | 1–0               | 1–0             | Juegos Panamericanos 1995            |
| 3.                 | 18 de febrero de 1996    | Estadio José María Minella, Mar del Plata, Argentina    | Ecuador              | 5–0               | 6–0             | Preolímpico Sudamericano de 1996     |
| 4.                 | 22 de julio de 1996      | RFK Memorial Stadium, Washington, Estados Unidos        | Portugal             | 1–0               | 1–1             | Juegos Olímpicos de Atlanta 1996     |
| 5.                 | 24 de julio de 1996      | Legion Field, Alabama, Estados Unidos                   | Túnez                | 1–0               | 1–1             | Juegos Olímpicos de Atlanta 1996     |

## Estilo de juego
Un jugador muy creativo con una excelente habilidad técnica, Ortega surgió como una joven promesa por su regate, cambio de ritmo, movilidad y pegada para la pelota parada, así como por sus trucos con la pelota, hábiles fintas corporales y remates de vaselina. Luego de su explosión junto a Ramón Díaz a mediados de los 90 llegó a ser considerado en su mejor momento como uno de los mejores regateadores del mundo. Principalmente se desempeñaba como un enganche, siendo un efectivo creador de juego debido a su visión y habilidad de pase, aunque también llegó a jugar como un segundo delantero o un extremo por derecha, siendo esta última en especial con la selección argentina dirigida por Marcelo Bielsa. Para compensar su pequeño tamaño físico ante grandes defensas rivales, Ortega tenía una gran capacidad para realizar bruscos cambios de ritmo con la pelota, pudiendo hacer varios enganches a gran velocidad para zafarse.  
Sin embargo, a pesar de sus habilidades, Ortega era infamemente temperamental y fue criticado a lo largo de su carrera por no estar a la altura de su potencial, debido a sus constantes cambios físicos, su indisciplina en los entrenamientos y controversial abuso del alcohol, en especial en sus últimos años con River. Aun así, en la opinión pública, Ortega es uno de los jugadores más queridos y respetados del fútbol argentino, por su lealtad a River Plate, su respeto ante los rivales y sus buenas actitudes con sus compañeros.

## Estadísticas

### Como jugador
| River Plate Argentina |                     |                     |     |     |     |    |   |    |     |    |     |     |     |      |      |
| 1.ª | 1991-92             | 14                  | 1   | 3   | —   | —  | — | —  | —   | —  | 14  | 1   | 3   | 0,07 |      |
| 1.ª | 1992-93             | 27                  | 5   | 8   | —   | —  | — | 7  | 1   | 1  | 34  | 6   | 9   | 0,18 |      |
| 1.ª | 1993-94             | 29                  | 5   | 7   | 7   | 3  | 2 | 4  | 0   | 0  | 40  | 8   | 9   | 0,18 |      |
| 1.ª | 1994-95             | 25                  | 7   | 5   | —   | —  | — | 8  | 1   | 2  | 33  | 8   | 7   | 0,24 |      |
| 1.ª | 1995-96             | 23                  | 7   | 3   | —   | —  | — | 22 | 3   | 2  | 45  | 10  | 5   | 0,22 |      |
| 1.ª | 1996                | 16                  | 6   | 11  | —   | —  | — | 3  | 0   | 0  | 19  | 6   | 11  | 0,32 |      |
| Total 1.ª etapa | Total 1.ª etapa     | 134                 | 31  | 37  | 7   | 3  | 2 | 44 | 5   | 5  | 185 | 39  | 44  | 0,21 |      |
| Valencia CF · España |                     |                     |     |     |     |    |   |    |     |    |     |     |     |      |      |
| 1.ª | 1997                | 12                  | 7   | 3   | —   | —  | — | —  | —   | —  | 12  | 7   | 3   | 0,58 |      |
| 1.ª | 1997-98             | 20                  | 2   | 7   | 3   | 0  | 1 | —  | —   | —  | 23  | 2   | 8   | 0,09 |      |
| Total club | Total club          | 32                  | 9   | 10  | 3   | 0  | 1 | 0  | 0   | 0  | 35  | 9   | 11  | 0,26 |      |
| UC Sampdoria · Italia | 1.ª                 | 1998-99             | 27  | 8   | 7   | 4  | 1 | 1  | —   | —  | —   | 31  | 9   | 8    | 0,29 |
| Parma AC · Italia | 1.ª                 | 1999-00             | 18  | 3   | 3   | 2  | 0 | 0  | 7   | 0  | 3   | 27  | 3   | 6    | 0,11 |
| River Plate Argentina | 1.ª                 | 2000-01             | 27  | 10  | 6   | —  | — | —  | 12  | 3  | 1   | 39  | 13  | 7    | 0.33 |
| 2001-02 | 1.ª                 | 29                  | 14  | 15  | —   | —  | — | 10 | 2   | 2  | 39  | 16  | 17  | 0,41 |      |
| Total 2.ª etapa | Total 2.ª etapa     | 56                  | 24  | 21  | 0   | 0  | 0 | 22 | 5   | 3  | 78  | 29  | 24  | 0,37 |      |
| Fenerbahçe SK Turquía | 1.ª                 | 2002-03             | 14  | 5   | 7   | —  | — | —  | 6   | 0  | 2   | 20  | 5   | 9    | 0,25 |
| Suspendido entre 2003 y 2004 |                     |                     |     |     |     |    |   |    |     |    |     |     |     |      |      |
| Newell's Old Boys Argentina | 1.ª                 | 2004-05             | 25  | 5   | 6   | —  | — | —  | —   | —  | —   | 25  | 5   | 6    | 0,20 |
| Newell's Old Boys Argentina | 1.ª                 | 2005-06             | 29  | 6   | 8   | —  | — | —  | 7   | 0  | 3   | 36  | 6   | 11   | 0,17 |
| Newell's Old Boys Argentina | Total club          | Total club          | 54  | 11  | 14  | 0  | 0 | 0  | 7   | 0  | 3   | 61  | 11  | 17   | 0,18 |
| River Plate Argentina | 1.ª                 | 2006-07             | 18  | 4   | 2   | —  | — | —  | 3   | 0  | 0   | 21  | 4   | 2    | 0,19 |
| 2007-08 | 1.ª                 | 26                  | 4   | 11  | —   | —  | — | 9  | 2   | 1  | 35  | 6   | 12  | 0,17 |      |
| Independiente Rivadavia Argentina | 2.ª                 | 2008-09             | 25  | 4   | 3   | —  | — | —  | —   | —  | —   | 25  | 4   | 3    | 0,16 |
| River Plate Argentina | 1.ª                 | 2009-10             | 22  | 3   | 5   | —  | — | —  | 2   | 0  | 0   | 24  | 3   | 5    | 0,13 |
| 2010 | 1.ª                 | 16                  | 1   | 3   | —   | —  | — | —  | —   | —  | 16  | 1   | 3   | 0,06 |      |
| Total 3.ª etapa | Total 3.ª etapa     | 82                  | 12  | 21  | 0   | 0  | 0 | 14 | 2   | 1  | 96  | 14  | 22  | 0,15 |      |
| Total club | Total club          | 272                 | 67  | 79  | 7   | 3  | 2 | 80 | 12  | 9  | 361 | 82  | 90  | 0,23 |      |
| All Boys Argentina | 1.ª                 | 2011                | 12  | 0   | 2   | —  | — | —  | —   | —  | —   | 12  | 0   | 2    | 0,00 |
| Defensores de Belgrano Argentina | 3.ª                 | 2011-12             | 27  | 4   | 5   | 1  | 0 | 0  | —   | —  | —   | 28  | 4   | 5    | 0,14 |
| Total en su carrera | Total en su carrera | Total en su carrera | 481 | 111 | 130 | 17 | 4 | 4  | 100 | 12 | 17  | 598 | 127 | 151  | 0,21 |
| (1) Las copas nacionales se refiere a la Copa Centenario de la AFA (1993-94); Copa del Rey (1997-98); Copa Italia (1998-00); Supercopa de Italia (1999-00) y Copa Argentina (2011-12). (2) Las copas internacionales se refiere a la Champions League (1999-03); Europa League (1999-03); Copa Intercontinental (1996); Copa Libertadores (1991-08); Copa Sudamericana (2005-10); Copa Mercosur (2000-01) y Supercopa Sudamericana (1991-96). (3) Media de goles por encuentro. No incluye goles en partidos amistosos |                     |                     |     |     |     |    |   |    |     |    |     |     |     |      |      |

### Selecciones
| Selección | Año           | Amistosos | Amistosos | Amistosos | Sudamérica(1) | Sudamérica(1) | Sudamérica(1) | Mundial(2) | Mundial(2) | Mundial(2) | Total | Total | Total  | Media goleadora |
| Selección | Año           | Part.     | Goles     | Asist.    | Part.         | Goles         | Asist.        | Part.      | Goles      | Asist.     | Part. | Goles | Asist. | Media goleadora |
| --- | ------------- | --------- | --------- | --------- | ------------- | ------------- | ------------- | ---------- | ---------- | ---------- | ----- | ----- | ------ | --------------- |
| Sub-22 Argentina | 1995          | —         | —         | —         | 6             | 2             | 0             | —          | —          | —          | 6     | 2     | 0      | 0,33            |
| Sub-23/Olímpica Argentina | 1996          | —         | —         | —         | 6             | 1             | 3             | 6          | 2          | 2          | 12    | 3     | 5      | 0,25            |
| Adulta Argentina | 1993          | 1         | 0         | 0         | —             | —             | —             | —          | —          | —          | 1     | 0     | 0      | 0,00            |
| Adulta Argentina | 1994          | 7         | 0         | 4         | —             | —             | —             | 3          | 0          | 0          | 10    | 0     | 4      | 0,00            |
| Adulta Argentina | 1995          | 9         | 1         | 2         | 4             | 0             | 2             | 3          | 1          | 0          | 16    | 2     | 4      | 0,13            |
| Adulta Argentina | 1996          | 1         | 0         | 0         | 6             | 3             | 1             | —          | —          | —          | 7     | 3     | 1      | 0,43            |
| Adulta Argentina | 1997          | —         | —         | —         | 9             | 1             | 5             | —          | —          | —          | 9     | 1     | 5      | 0,11            |
| Adulta Argentina | 1998          | 8         | 3         | 2         | —             | —             | —             | 5          | 2          | 3          | 13    | 5     | 5      | 0,38            |
| Adulta Argentina | 1999          | 6         | 2         | 1         | 1             | 0             | 0             | —          | —          | —          | 7     | 2     | 1      | 0,28            |
| Adulta Argentina | 2000          | 2         | 0         | 0         | 9             | 3             | 2             | —          | —          | —          | 11    | 3     | 2      | 0,27            |
| Adulta Argentina | 2001          | —         | —         | —         | 7             | 0             | 2             | —          | —          | —          | 7     | 0     | 2      | 0,00            |
| Adulta Argentina | 2002          | 1         | 0         | 2         | —             | —             | —             | 3          | 0          | 0          | 4     | 0     | 2      | 0,00            |
| Adulta Argentina | 2003          | 1         | 0         | 0         | —             | —             | —             | —          | —          | —          | 1     | 0     | 0      | 0,00            |
| Adulta Argentina | 2004          | —         | —         | —         | —             | —             | —             | —          | —          | —          | 0     | 0     | 0      | 0,00            |
| Adulta Argentina | 2005          | —         | —         | —         | —             | —             | —             | —          | —          | —          | 0     | 0     | 0      | 0,00            |
| Adulta Argentina | 2006          | —         | —         | —         | —             | —             | —             | —          | —          | —          | 0     | 0     | 0      | 0,00            |
| Adulta Argentina | 2007          | —         | —         | —         | —             | —             | —             | —          | —          | —          | 0     | 0     | 0      | 0,00            |
| Adulta Argentina | 2008          | —         | —         | —         | —             | —             | —             | —          | —          | —          | 0     | 0     | 0      | 0,00            |
| Adulta Argentina | 2009          | —         | —         | —         | —             | —             | —             | —          | —          | —          | 0     | 0     | 0      | 0,00            |
| Adulta Argentina | 2010          | 1         | 0         | 0         | —             | —             | —             | —          | —          | —          | 1     | 0     | 0      | 0,00            |
| Adulta Argentina | Total         | 37        | 6         | 11        | 36            | 7             | 12            | 14         | 3          | 3          | 87    | 16    | 26     | 0,18            |
| Total carrera | Total carrera | 37        | 6         | 11        | 48            | 10            | 15            | 20         | 5          | 5          | 105   | 21    | 31     | 0,20            |
| (1) Incluye los partidos de la Copa América (1995-99) y Clasificatorias Sudamericanas (1996-01). En caso de la Selección olímpica, incluye datos de los Juegos Panamericanos (1995) y Preolímpico Sudamericano (1996). (2) Incluye los partidos de Copa Mundial de Fútbol (1994-02) y Copa FIFA Confederaciones (1995). En caso de la selección olímpica, incluye datos de los Juegos Olímpicos (1996) |               |           |           |           |               |               |               |            |            |            |       |       |        |                 |

### Resumen estadístico
| Competición           | Partidos | Goles | Promedio | Asistencias | Promedio | Goles y asistencias | Promedio |
| --------------------- | -------- | ----- | -------- | ----------- | -------- | ------------------- | -------- |
| Primera División      | 428      | 102   | 0.24     | 138         | 0.32     | 246                 | 0.56     |
| Segunda División      | 25       | 4     | 0.16     | 3           | 0.12     | 7                   | 0.28     |
| Tercera División      | 27       | 4     | 0,15     | 5           | 0,19     | 9                   | 0,33     |
| Copas nacionales      | 17       | 4     | 0,24     | 5           | 0,24     | 8                   | 0,47     |
| Copas internacionales | 100      | 12    | 0,12     | 20          | 0.11     | 23                  | 0.23     |
| Selección Sub-22      | 6        | 2     | 0,33     | 0           | 0,00     | 2                   | 0,33     |
| Selección Sub-23      | 12       | 3     | 0,25     | 5           | 0,42     | 8                   | 0,67     |
| Selección absoluta    | 86       | 17    | 0,19     | 25          | 0,28     | 42                  | 0,48     |
| Total                 | 701      | 148   | 0,21     | 201         | 0.26     | 345                 | 0.47     |

## Palmarés

### Campeonatos nacionales
| Título           | Equipo                  | País      | Año    |
| ---------------- | ----------------------- | --------- | ------ |
| Primera División | C. A. River Plate       | Argentina | A-1991 |
| Primera División | C. A. River Plate       | Argentina | A-1993 |
| Primera División | C. A. River Plate       | Argentina | A-1994 |
| Primera División | C. A. River Plate       | Argentina | A-1996 |
| Supercoppa       | Parma A. C.             | Italia    | 1999   |
| Primera División | C. A. River Plate       | Argentina | C-2002 |
| Primera División | C. A. Newell's Old Boys | Argentina | A-2004 |
| Primera División | C. A. River Plate       | Argentina | C-2008 |

### Títulos internacionales
| Título               | Equipo            | Sede          | Año  |
| -------------------- | ----------------- | ------------- | ---- |
| Juegos Panamericanos | Argentina Sub-22  | Mar del Plata | 1995 |
| Juegos Olímpicos     | Argentina Sub-23  | Athens        | 1996 |
| Copa Libertadores    | C. A. River Plate | Buenos Aires  | 1996 |

### Distinciones individuales
| Distinción | Año  |
| --- | ---- |
| Miembro del Equipo Ideal de América                                                                                                 | 1994 |
| Nominado a Futbolista del año en Sudamérica (3° puesto)                                                                             | 1996 |
| Miembro del Equipo Ideal de América                                                                                                 | 1996 |
| Nominado al FIFA World Player of the Year (21° puesto)                                                                              | 1996 |
| Premios Clarín - Consagración de Oro al deportista del año                                                                          | 1997 |
| Nominado al Balón de Oro (32° puesto)                                                                                               | 1998 |
| Nominado a Futbolista del año en Sudamérica (7° puesto)                                                                             | 2001 |
| Miembro del Equipo Ideal de América                                                                                                 | 2001 |
| Premios Clarín - Trayectoria deportiva                                                                                              | 2012 |
| Mención de honor Domingo Faustino Sarmiento en reconocimiento a la trayectoria y aporte social por el Senado de la Nación Argentina | 2012 |

## Filmografía
- Reportaje Movistar+ (18/04/2016), «Fiebre Maldini: 'Ariel Ortega'» (enlace roto disponible en Internet Archive; véase el historial, la primera versión y la última). en Plus.es
- Fue entrevistado para el filme documental estrenado en 2019 River, el más grande siempre que narra la historia del club.